# Liparetrus globulus
Liparetrus globulus är en skalbaggsart som beskrevs av Macleay 1886. Liparetrus globulus ingår i släktet Liparetrus och familjen Melolonthidae. Inga underarter finns listade i Catalogue of Life.